# Міхалашень
Міхалашень (рум. Mihălăşeni) — село в Молдові в Окницькому районі. Є центром однойменної комуни, до складу якої також входить село Ґрінауць. Розташоване на висоті 212 метрів над рівнем моря.
| Молдова | Це незавершена стаття з географії Молдови. Ви можете допомогти проєкту, виправивши або дописавши її. |